# Lights (globeのアルバム)
『Lights』（ライツ）は、2002年に発売されたglobeの7枚目、及び8枚目のフルアルバム。2月6日リリースの『Lights』と、4月17日リリースの『Lights2』がある。

## 解説
小室哲哉一人で自己流のプリプロダクションからミックスダウンまでを担当した。サポートミュージシャンも起用せず、生のアコースティックギターに聴こえる音もRoland Fantomを使っている。アルバムのコンセプトは「自分が広めてしまったも同然のJ-POPのお約束を少しずつ崩したい」「『Aメロ→Bメロ→サビ』の定番方式ではなく、『Aメロ→Bメロ→Aメロ』でヒット曲を作りたい」「ラストの『Many Classic Moments (epilogue)』をまだ続くような雰囲気で締めて、1枚目に戻って聴き直して、globeの世界に浸って欲しい」としている。
Lights
シングル「Many Classic Moments」と同時リリース。
KEIKOの提案で1stアルバム「globe」を聴き直し、「globeが求めるもの・求められているもの・変わったもの・変わらなかったもの」を見つめ直す所からスタートした。
Lights2
「Lights」完成後3日間のオフの直後、2002年5月3日に放映される「globe&シャガール 絵と音楽のファンタジー～赤と青の伝説～」に合わせつつ、当時小室の中にあった発想を「練り上げるのではなく、出し惜しみせずに出し切りたい」という意向もあり、大部分のレコーディングはパリのStudio Guillaume Tellで行われた。そのためマーク・パンサーはこの状況を「作らなきゃ間に合わないモード」と例え、焦るあまり詞が1行も進まず、1度は全てを投げ出して遊びに行ってしまった。しかしそのおかげで別の視点を持て、一気に詞を書くのがはかどった。
メンバーの間で「『Lights』より進化していないとダメ」という約束をし合い、その一環として一部の楽曲制作をマークに託した。
『Lights2』は『Lights』連動BOXケース仕様であり、『Lights』のケースがそのまま入るようになっている。『Lights2』の曲番号は、『Lights』からの通し番号が振られている。

## アートワーク
ジャケット写真のコンセプトは「光」である。結成から3人で次の活動指針を「灯」として照らし続けたが、「outernet」で自分達が次はどこに行けばいいのかが分からなくなり、ファンを含めて迷走してしまった過去を振り返り、小室が「改めて、メインボーカルの存在感・歌唱力・表現力が大事な時代になった」と痛感したことで、テレビ番組でも司会がマイクを向ける先が小室ではなくKEIKOに向けられることを「目標」にするために、KEIKO一人だけでの撮影となった。

## 収録曲

### Lights
| 全作曲: 小室哲哉（#8: E.Holland/L.dozier/B.Holland）、全編曲: 小室哲哉（#5: MARC）。 |                               |                                          |                              |      |
| #                                                                                    | タイトル                      | 作詞                                     | 作曲・編曲                   | 時間 |
| 1.                                                                                   | 「Many Classic Moments」      | 小室哲哉・RAP詞:MARC                     | 小室哲哉                     | 6:52 |
| 2.                                                                                   | 「Merry Go Round」            | 小室哲哉                                 | 小室哲哉                     | 6:52 |
| 3.                                                                                   | 「What's the justice?」       | KEIKO・MARC                              | 小室哲哉                     | 8:03 |
| 4.                                                                                   | 「genesis of next」           | 小室哲哉・MARC                           | 小室哲哉                     | 9:28 |
| 5.                                                                                   | 「Come Into Existence」       | MARC                                     | 小室哲哉                     | 5:33 |
| 6.                                                                                   | 「女神」                      | 小室哲哉                                 | 小室哲哉                     | 3:56 |
| 7.                                                                                   | 「try this shoot」            | KEIKO・RAP詞:MARC                        | 小室哲哉                     | 5:59 |
| 8.                                                                                   | 「Stop! In the Name of Love」 | E.Holland/L.dozier/B.Holland・RAP詞:MARC | E.Holland/L.dozier/B.Holland | 6:33 |
| 9.                                                                                   | 「Lights brought the future」 | 小室哲哉・RAP詞:MARC                     | 小室哲哉                     | 7:51 |
| 10.                                                                                  | 「fade in2」                  | -                                        | 小室哲哉                     | 2:52 |
| 合計時間:                                                                            | 合計時間:                     | 合計時間:                                | 63:59                        |      |

### Lights2
| 全作曲・編曲: 小室哲哉（#17: MARC・小室哲哉、#20: MARC）。 |                                     |                      |                                            |      |
| #                                                          | タイトル                            | 作詞                 | 作曲・編曲                                 | 時間 |
| 11.                                                        | 「fade in2 (part2)」                | -                    | 小室哲哉                                   | 1:24 |
| 12.                                                        | 「TRANSCONTINENTAL WAY」            | -                    | 小室哲哉                                   | 8:46 |
| 13.                                                        | 「OVER THE RAINBOW」                | 小室哲哉・RAP詞:MARC | 小室哲哉                                   | 7:25 |
| 14.                                                        | 「Knockin'on the door of my heart」 | 小室哲哉・RAP詞:MARC | 小室哲哉                                   | 6:24 |
| 15.                                                        | 「STARTING FROM HERE」              | KEIKO・RAP詞:MARC    | 小室哲哉                                   | 8:15 |
| 16.                                                        | 「ひとりごと」                      | 小室哲哉・RAP詞:MARC | 小室哲哉                                   | 7:23 |
| 17.                                                        | 「edge of darkness」                | MARC                 | 小室哲哉                                   | 5:35 |
| 18.                                                        | 「INSPIRED FROM R&B」               | 小室哲哉・RAP詞:MARC | E.Holland/L.dozier/B.Holland               | 5:32 |
| 19.                                                        | 「US」                              | 小室哲哉・RAP詞:MARC | 小室哲哉                                   | 5:24 |
| 20.                                                        | 「liquid panorama」                 | MARC                 | 小室哲哉                                   | 5:02 |
| 21.                                                        | 「Many Classic Moments (epilogue)」 | 小室哲哉・RAP詞:MARC | 小室哲哉（#17: MARC・小室哲哉、#20: MARC） | 4:28 |
| 合計時間:                                                  | 合計時間:                           | 合計時間:            | 65:38                                      |      |

## 楽曲解説

### Lights
1. Many Classic Moments
26thシングル。表記は無いがアルバムバージョン。
テレビ東京系「倫敦音楽館 Lon-mu」オープニングテーマ。
2. Merry Go Round
通常のJ-POPの楽曲構成を一切無視して制作した[7]。
8分の6拍子で構成されている[6]。
歌詞は「目の前の事を乗り越えないと、本当の事は見えてこない」をテーマにしている[6]。
3. What's the justice?
25thシングルのカップリング。表記は無いがアルバムバージョン。
テレビ東京系アニメ『サイボーグ009 THE CYBORG SOLDIER』オープニングテーマ。
4. genesis of next
25thシングル。表記は無いがアルバムバージョン。
テレビ東京系アニメ『サイボーグ009 THE CYBORG SOLDIER』エンディングテーマ。
5. Come Into Existence
マークがアレンジを手掛けるに当たって、小室はマークにバックトラックの素材を全て渡しどれを使うか選択してもらい、小室自身は音色のチョイスとミックスダウンをサポートした。マークは正月返上でPro Toolsの63chを使って様々な音色を入れたが、アルバム全体に対してのバランスを考えていなかったために、最初はサイケデリックトランス調のアレンジになってしまい、実際には小室による直接的なアレンジが2度入った。それでもKEIKOから「格好良い」と褒められた時には「すごく助かったと思った」と振り返っている[7][1][3]。
6. 女神
コンセプトは「男性が男性として発する言葉を女性が歌ったらどうなるかの実験」であった[7]。
KEIKO曰く「麻雀を半荘やるかやらないかの時間で歌詞と曲が完成していて、ビックリした」と語っている[7]。
KEIKOは独り言で手紙を読むような歌い方をした。その結果「可愛い曲になった」と語っている[3]。
7. try this shoot
23rdシングル。表記は無いがアルバムバージョン。
花王ソフィーナ「AUBE」CMイメージソング。
アウトロでシンセサイザーのリフ等の音を追加している[8]。
8. Stop! In the Name of Love
24thシングルでスプリームスのカバー。表記は無いがアルバムバージョン。
フジテレビ系木曜劇場『スタアの恋』主題歌。
9. Lights brought the future
ピアノ一発録りであり、全くの即興である。山中湖のスタジオで収録された[3]。
小室は「9.11の直後に手が勝手に動いて、何も考えずに歌詞と曲ができた」と振り返っている[7]。「songnation」収録バージョンと違い、マークのラップが入っている。ラップは「globe special live -genesis of next-」開催直前に出来上がった[7]。
10. fade in2
『Lights2』への前振りとして制作された。「アナログ盤でSIDE Aの続きがSIDE Bでフェードインして始まる感じ」を目指した[7]。

### Lights2
11. fade in2 (part2)
作品としての連続性を示すために「11」と表記している。
曲間なしで次のトラックに繋がっている。
12. TRANSCONTINENTAL WAY
「録音はパリで行われて、仕上げは日本で行われたことでユーラシア大陸を越えた」という意味と、スペルは違うが「trance」をかけた。
13. OVER THE RAINBOW
27thシングルの1曲目。表記は無いがアルバムバージョン。
14. Knockin'on the door of my heart
日本テレビ系「最強魂・K-1ジャパン」イメージソング。
タイトルは「天国への扉」等ボブ・ディラン達の時代から使われている台詞に対してのリスペクトを込めたオマージュである。
小室は「今、歌詞を読むと焦燥感が強い『Love again』『Relation』より、救いのある優しい世界になっていてびっくりしました。曲調はすごくマイナーなんですけど、決して沈んでいかないし、寧ろどんどん可能性や希望が広がっていく感じがする。だからこそ、あのタイトルなんでしょうね」と振り返っている。
15. STARTING FROM HERE
テレビ東京系アニメ『サイボーグ009 THE CYBORG SOLDIER』エンディングテーマ。
KEIKOは「『決意・覚悟・約束』の思いを詞にした」と語っている。
KEIKOは何度も歌詞を小室に提出しながら、手探りな状態で書いた。その時には提案の仕方も「2つの案を同時に出し、チェックを受ける」という代替案を出せるまでになった。
16. ひとりごと
NHK総合テレビ「ポップジャム」エンディングテーマ。
歌詞のテーマは「夜明けの光が教えてくれたこと」であった。
小室が殴り書きでメモに書いた歌詞を、KEIKO・スタッフ達が絶賛した。
17. edge of darkness
マークの音色チョイスについて、小室は「日本人には中々出来ない、良い意味で暗い音」と評した。
18. INSPIRED FROM R&B
27thシングルの2曲目。シングル盤とはタイトル表記が異なるが、同じ音源を用いている。
ポンピドゥー・センター&シャガール家秘蔵作品「マルク・シャガール展」イメージソング。
日本テレビ系「AX MUSIC TV」AX POWER PLAY #002選曲。
19. US
歌詞のテーマは「ちょっと切ない男女の日常風景」である。
20. liquid panorama
マークがフランスへ行く2日前に作った。パリで小室に聴かせたところ、即採用・収録が決定した。
テーマは「涙いっぱいの景色」をイメージした。
21. Many Classic Moments (epilogue)
「この曲から全てが始まったので、この曲で締める」意味を込めて収録した。
原曲と歌詞を少し書き換えているが、ライナーノーツには載せていない。

## クレジット

### Lights
- Produced : 小室哲哉 & globe
- Mixed : Dave Ford, 小室哲哉
- Mastered : 前田康二
- Engineered : 若公俊広, 佐竹央行, かめだまさたか
- Synthesizer Programming : 岩佐俊秀, 村上章久
- Chief A&R : 柳和実
- A&R : 佐々木淳
- Public relations : 下川大介, ふるかわまさとし, ほしのしげのぶ
- Production supported : おおきけんと
- Advisory produced : 千葉龍平
- General produced : 林真司, 大下勝朗, 土屋純一
- Executive Produced : 松浦勝人
- Art Direction, Design : THROUGH.
- Photographer : 内田将二

### Lights2
- Produced : 小室哲哉 & globe
- Mixed : Dave Ford, 小室哲哉
- Mastered : 前田康二
- Engineered : 若公俊広, 佐竹央行, かめだまさたか, たけうち, うめむら, Fabrice Zep & Vincent Chevalot
- Synthesizer Programming : 岩佐俊秀
- Chief A&R : 柳和実
- A&R : 佐々木淳
- Public relations : 下川大介, 阿久津明, ほしのしげのぶ
- Production supported : おおきけんと
- Advisory produced : 千葉龍平
- General produced : 林真司, 大下勝朗, 土屋純一
- Executive Produced : 松浦勝人
- Art Direction, Design : THROUGH.
- Photographer : 内田将二